# 猿楽町スポーツ専門店
猿楽町スポーツ専門店（さるがくちょうスポーツせんもんてん）は、かつて活動していたお笑いユニット。2004年結成。

## メンバー
- メロンソーダ（当時ホリプロコム所属） - 林本啓祐と松本和也（現・春風亭昇也）によるお笑いコンビ。
- ユミミ（当時ワタナベエンターテインメント所属） - 現芸名はゆみみ。ニュースタッフエージェンシーに所属した後フリーを経て、2009年10月からサンミュージック企画所属。
- ピカソ利光（当時吉本興業所属）

## 経緯
- 発起人はピカソ利光とメロンソーダ松本で、同期（同世代の芸人）を集めて作った集団であった。
- 当時、様々な団体が立ち上がっていたが独自で集まったのは珍しく注目度もあった。
- また、初期のメンバーにはプロダクション人力舎のラバーガールもいたが打ち合わせの段階で脱退（猿楽町スポーツ専門店の名付け親はラバーガール大水である）、その結果、男3人、女1人のスタイルで固まる。
- 当初企画段階からは大幅にずれて4人で活動していくが、これが逆にスタイリッシュになりピカソ利光はのちにインターネットラジオにて「バンドみたいになって、逆に良かった」と語っていることから当初の思惑は別にあり決して計画通りに行ったわけではなく結果的にこうなったという事であることが分かる。

ライブの前説は毎回吉本興業の若手コンビ「役満」が務めており、ボケ担当の野田クリスタルは後にマヂカルラブリーとしてM-1グランプリ2020王者となる。ピカソ利光は野田が高校在学中に「学校へ行こう!」に出演したときのコンビ「セールスコント」時代からその非凡さに注目しており、野田と林本との交流もあり実現した。

### ファーストライブ
- 「猿楽町スポーツ専門店のライヴ告知をするライヴだからメロンソーダとユミミとピカソ利光がめっちゃ頑張ってトークライヴ的なライヴやりますライヴ！」を渋谷club asiaにて行い、初ライブにして異例の立ち見が出たほどの人気であった。

### その後
- 現在は猿楽自体の活動はしていないが、メロンソーダ、ピカソ利光、ユミミ改めゆみみは個々に活動。その後メロンソーダは解散し、メンバーのうち林本はコンビ『スーパースター』を結成、芸名を『黒騎士ハヤシモト』と改めて活動。松本は落語家に転身し春風亭昇也を名乗る。

## 企画・構成
- 企画・構成　夜鯉利光
- 構成　安達マン（安達譲）